# Jebalamai Susaimanickam
Jebalamai Susaimanickam (ur. 25 września 1945 w Maruthakanmoi) – indyjski duchowny rzymskokatolicki, w latach 2005–2020 biskup Sivagangai.

## Życiorys
Święcenia kapłańskie przyjął 27 stycznia 1971 i został inkardynowany do archidiecezji madurajskiej. Był m.in. założycielem i dyrektorem centrum duszpasterstwa w Maduraju oraz wikariuszem generalnym archidiecezji.
19 marca 2005 papież Jan Paweł II mianował go biskupem koadiutorem diecezji Sivagangai. Sakry biskupiej udzielił mu 15 maja 2005 abp Peter Fernando. 1 września 2005 objął pełnię rządów w diecezji. 25 września 2020 roku papież Franciszek przyjął jego rezygnację z pełnionej funkcji.